# Peter Volmer
Peter Volmer (* 14. Januar 1958) ist ein ehemaliger deutscher Stabhochspringer, der auch als Sprinter antrat.
Bei den Leichtathletik-Halleneuropameisterschaften wurde er 1983 in Budapest Achter und 1984 in Göteborg Fünfter.
Als Stabhochspringer wurde er 1985 Deutscher Vizemeister. In der Halle wurde er 1984 Deutscher Meister und 1982 Vizemeister. 1980 gewann er die Bronzemedaille mit der Sprintstaffel des TV Wattenscheid über 4 × 100 m.
Peter Volmer startete für den TV Wattenscheid 01.
Nach seiner Karriere als Stabhochspringer wurde er Lehrer an der Sekundarschule Am Stoppenberg.

## Persönliche Bestleistungen
- Stabhochsprung: 5,55 m, 9. September 1983, Gladbeck
  - Halle: 5,65 m, 26. Februar 1984, Nördlingen

| Personendaten    | Personendaten              |
| ---------------- | -------------------------- |
| NAME             | Volmer, Peter              |
| KURZBESCHREIBUNG | deutscher Stabhochspringer |
| GEBURTSDATUM     | 14. Januar 1958            |